# Comuna Suharău, Botoșani
Suharău este o comună în județul Botoșani, Moldova, România, formată din satele Izvoare, Lișna, Oroftiana, Plevna, Smârdan și Suharău (reședința).

## Așezare geografică
Comuna Suharău este situată la granița de NNV a județului Botoșani și de NE a țării, fiind riverană, pe partea dreaptă, Prutului. Aspectul ariei sale este aproximativ dreptunghiular, alungit pe direcție NV – SE, asemănător formei generale a teritoriului comunelor nordice ale județului, determinat de geomorfologia Câmpiei Moldovei (culmi deluroase și văi alungite pe direcția NV - SE, dispoziție impusă, la rândul ei, de structura geologică de monoclin). Această dispoziție generală a reliefului a determinat, din motive practice, direcția drumurilor principale în lungul văilor sau pe direcția mai puțin fragmentată a podurilor interfluviale, aspectul tarlalelor moșiilor din trecut, și chiar forma geometrică teritorială a majorității comunelor zonei de nord a județului Botoșani.
Vecinii comunei Suharău sunt:
- în nord și nord-vest: Ucraina;
- în nord-est și est: comuna Hudești;
- în sud-est și sud: comuna George Enescu;
- în vest și sud-vest: comuna Cristinești.

Granița cu Ucraina este:
- naturală, în nord, pe lungimea de 11,3 km, constituită de râul Prut și
- convențională, în nord-vest, pe lungimea a 6,1 km

Punctele geografice extreme ale comunei Suharău au următoarele coordonate:
- punctul cel mai nordic, situat pe Prut, în apropiere de locul numit „Poiana Hârlăului”, are 48°12’ latitudine nordică;
- punctul cel mai sudic , situat pe Dealul Tricova, la locul numit „La Plan” (sau, în trecut, Movila Zoschina), are 48°03’latitudine nordică ;
- punctul cel mai estic, situat la NE de satul Stânca din comuna George Enescu, pe versantul vestic al Dealului Dumbrăvii, are 26°12’ longitudine estică;
- punctul cel mai vestic, aflat la întâlnirea a trei granițe, a Ucrainei cu a comunelor Cristinești și Suharău, la locul numit „La bornă”, are 26°18’ longitudine estică.

Distanța dintre punctele extreme ca depărtare (de la locul de intrare a Prutului în contact cu teritoriul comunei și al României numit „Chiscu de la Balta lui Istrate”, din vestul satului Oroftiana de Sus și până în vestul Dealului Dumbrăvii de la Stânca) este, în linie dreaptă, de 20,7 km.
Reședința de comună, satul Suharău, este situat la 60 km față de municipiul Botoșani și la distanțe aproximativ egale, 24 km, față de orașul Darabani și de municipiul Dorohoi.
Pe teritoriul comunei trece, prin satele Smârdan și Lișna drumul național DN 29A (la distanță de 4 km de reședința comunei), iar prin Suharău și Oroftiana, de la Cristinești spre Baranca de Hudești, drumul județean DJ 291D.
Cel mai apropiat aeroport este Aeroportul Internațional „Ștefan cel Mare” Suceava situat în orașul Salcea, lângă Suceava, la 71 km distanță de reședința comunei Suharău.

## Descriere
Comuna Suharău este compusă din șase sate: Suharău, Oroftiana, Lișna, Smârdan, Plevna și Izvoare.

Suharău pe harta toponimică a Hudeștiului

Suprafața comunei este de 10605 ha (106,05 km2), reprezentând 2,12% din cea a județului Botoșani.
Teritoriul comunei Suharău, privit de la punctul de belvedere „La Carpen”, dintre Comănești și Oroftiana, de pe rama înaltă nordică a Pintenului Ibănești care se continuă mult spre est, prezintă ochilor un peisaj incredibil pentru zona deluroasă a Podișului Moldovei: spre miazănoapte relieful bine împădurit coboară abrupt afundându-se într-o depresiune, alungită de la vest la est, traversată de cursul înșelător de molcom al Prutului. Pe malul drept, “al nostru”, ascunse de vegetația bogată a luncii râului se ivesc prin verdeață, pereții albi sau acoperișurile multicolore ale căsuțelor de basm ale Oroftienei. Dinspre sud, prin văi ascunse de pădure, se strecoară doi afluenți timizi: Poiana (Valea Lingurari sau Pelihaciu) și Duruitoarea care se înfurie doar când precipitațiile depășesc limitele normale.
Spre sud, pe distanță de 3–4 km se aliniază în șirururi aproape paralele spinări de “cueste” și văi, parțial împădurite, ce coboară lin până dispar în fața albiei Bașeului superior care secționează, tot de la vest la est, zona cea mai îngustă a comunei. Aici, la mijlocul traseului suhărean, Bașeul are o “piață” de adunare a apelor, a majorității afluenților săi de pe arealul comunei. Peisajul zonei de nord te duce cu gândul că te afli în ținutul depresiunilor bucovinene. Aspectul de depresiune este întărit de priveliștile “luate”de pe alte două puncte cu frumoasă vedere: fie de pe fruntea cuestei Coasta Morii de la vest de Smârdan, fie cea de pe Dealul Viei din nordul Plevnei, dar ambele spre aceeași direcție, a Comăneștilor.
Partea sud-estică și sudică, adică cea de la miazăzi de DN 29A, primește aspectul general al nordului Câmpiei Moldovei: zonă deluroasă silvostepică. Deși are un aspect majoritar colinar poartă denumirea de câmpie datorită utilizării în agricultură.

## Demografie
Componența etnică a comunei Suharău
     Români (92,02%)
     Alte etnii (0,31%)
     Necunoscută (7,66%)
Componența confesională a comunei Suharău
     Ortodocși (90%)
     Penticostali (1,15%)
     Alte religii (1,1%)
     Necunoscută (7,74%)
Conform recensământului efectuat în 2021, populația comunei Suharău se ridică la 3.811 locuitori, în scădere față de recensământul anterior din 2011, când fuseseră înregistrați 4.792 de locuitori. Majoritatea locuitorilor sunt români (92,02%), iar pentru 7,66% nu se cunoaște apartenența etnică. Din punct de vedere confesional, majoritatea locuitorilor sunt ortodocși (90%), cu o minoritate de penticostali (1,15%), iar pentru 7,74% nu se cunoaște apartenența confesională.

## Personalități
- Mihai Chițac a fost un general român
- Haralambie Alexa a fost un comunist român

## Politică și administrație
Comuna Suharău este administrată de un primar și un consiliu local compus din 13 consilieri. Primarul, Marcel Chelariu[*], de la Partidul Social Democrat, este în funcție din 2004. Începând cu alegerile locale din 2024, consiliul local are următoarea componență pe partide politice:
|  | Partid                          | Consilieri | Componența Consiliului | Componența Consiliului | Componența Consiliului | Componența Consiliului | Componența Consiliului | Componența Consiliului | Componența Consiliului |
|  | ------------------------------- | ---------- | ---------------------- | ---------------------- | ---------------------- | ---------------------- | ---------------------- | ---------------------- | ---------------------- |
|  | Partidul Social Democrat        | 7          |                        |                        |                        |                        |                        |                        |                        |
|  | Partidul Național Liberal       | 3          |                        |                        |                        |                        |                        |                        |                        |
|  | Alianța Dreapta Unită           | 2          |                        |                        |                        |                        |                        |                        |                        |
|  | Alianța pentru Unirea Românilor | 1          |                        |                        |                        |                        |                        |                        |                        |